# Patrick Keiller
Patrick Keiller (Blackpool, Anglaterra, el 1950) és un director de cinema, escriptor i acadèmic anglès.

## Vida i obra
Keiller va estudiar a la Bartlett School of Architecture, part del University College London. El 1979 es va associar amb el Departament de Mitjans Medioambientals al Royal College of Art en qualitat d'estudiant de postgrau. Durant una temporada va ser professor d'arquitectura a la University of East London i de belles arts a la Universitat de Middlesex. La seva primera pel·lícula va ser Stonebridge Park (1981) seguida per Norwood (1983), The End (1986), Valtos (1987) i The Clouds (1989). Aquestes produccions tenen comú l'ús de la càmera subjectiva i de la veu en off, tècnica refinada més endavant ens els seus llargmetratges London (1994) i Robinson in Space (1997).
Les dues darreres pel·lícules tenen com a protagonista un personatge sense nom (amb la veu de Paul Scofield) que acompanya el seu amic i amant, anomenat Robinson, en una sèrie d'excursions al voltant de Londres. Robinson cerca solucions als problemes de la ciutat, i en la darrera pel·lícula, d'Anglaterra en general. Ambdues pel·lícules componen una crítica de la política econòmica i social dels governs conservadors dels anys que van de 1979 a 1997.
L'any 2000 produí el film The Dilapidated Dwelling per televisió sense que mai fos emès. Hi fa servir la veu de l'actriu Tilda Swinton i el seu tema són les males condicions dels habitatges al Regne Unit.
La seva pel·lícula Robinson in Ruins aparegué el novembre de 2010 com un dels resultats d'un projecte de tres anys de recerca titulat The Future of Landscape and the Moving Image i reprenia el personatge de "Robinson". L'actriu Vanessa Redgrave s'encarregà aquest cop de representar la narradora.